# Westdeutscher Tischtennis-Verband
Der Westdeutsche Tischtennis-Verband e. V. (WTTV) ist der Zusammenschluss der Tischtennis-Vereine in Nordrhein-Westfalen. Er bildet die Dachorganisation für 1154 Tischtennisvereine (Stand: Beginn der Spielzeit 2023/2024). Er ist nach Anzahl der Vereine hinter dem Bayerischen TTV und dem Tischtennis-Verband Niedersachsen der drittgrößte Landesverband unter dem Dach des Deutschen Tischtennis-Bundes (DTTB). In der Vergangenheit gab es mehrfach heftige Kontroversen zwischen dem WTTV und dem DTTB.
Der WTTV organisiert den Spielbetrieb unterhalb der dem DTTB zugeordneten Oberligen. Er ist nach der zur Spielzeit 2023/2024 vollzogenen Strukturreform aufgeteilt in die 13 Bezirke Niederrhein, Rhein-Ruhr, Rhein-Wupper, Köln, Rhein-Erft-Sieg, Aachen/Euregio, Münsterland, Münsterland/Hohe Mark, Ostwestfalen-Nord, Ostwestfalen/Lippe, Mittleres Ruhrgebiet, Westfalen-Mitte und Südwestfalen. Die Kreise wurden aufgelöst.
Präsident ist Helmut Diegel, hauptamtlicher Geschäftsführer ist Michael Keil.

## Geschichte

### Gründung
Bereits ab 1928 sind Tischtennisaktivitäten in Westdeutschland, insbesondere in den Bezirken Düsseldorf, Köln-Bonn und Münster, bekannt. In Rheinhausen wurde der Verein TTC Blau-Weiss Düsseldorf-Oberkassel 1929 der erste inoffizielle westdeutsche Mannschaftsmeister.
Der WTTV wurde am 26. November 1931 im Kölner Gildenhaus von zwölf dem Deutschen Tischtennis-Bund DTTB angehörenden Vereinen gegründet. Es war ein Zusammenschluss der damals existierenden Verbände Niederrhein-Westfalen und Westdeutscher TT-Verband. Der WTTV selbst gehörte nicht dem DTTB an. Erster Vorsitzender wurde Otto Schäplitz (Rheinhausen).

### Kontroversen mit dem DTTB in der Vorkriegszeit
Der Verband versuchte sich vom DTTB abzugrenzen, was zu heftigen Konflikten zwischen diesen beiden Verbänden führte.
Bereits in der Zeit der Gründung des WTTV gab es Differenzen mit dem DTTB, es ging vor allem um finanzielle Dinge. Der WTTV-Vorsitzende Otto Schäplitz sprach sich für einen Anschluss an den DTTB aus, einige Vereine wollten dies verhindern. Ihnen erschien die Höhe der vom DTTB geforderten Beiträge unangemessen, boten dem DTTB lediglich 25 Prozent der Beitragseinnahmen des WTTV an "im Interesse des großen deutschen Sporteinheitsgedankens". Sie befürchteten, dass sie als Verband mit gut funktionierenden Strukturen gegenüber anderen Landesverbänden benachteiligt seien, weil dort der DTTB mehr bezuschussen müsse, um vergleichbare Organisationsstrukturen aufzubauen. Diesen Vorschlag – verminderte Beiträge – lehnte der DTTB am 13. März 1933 ab.
1932 erklärte der DTTB öffentlich, er sei der einzige international anerkannte deutsche Verband. Dennoch stellte der WTTV im Januar 1933 beim Weltverband ITTF den Antrag, als eigenständiges Mitglied anerkannt zu werden. Dieser Antrag wurde abgelehnt, der ITTF sah den DTTB als alleinigen Vertreter des deutschen Tischtennissports.
Eine weitere Krise entstand wegen des internationalen Turniers im März 1933 in Bochum. Hier lud der veranstaltende WTTV neben deutschen Spielern noch die Ungarn Miklós Szabados und László Bellák ein, welche vom DTTB bereits gesperrt waren, weil sie ohne dessen Genehmigung an deutschen Vereinsturnieren angetreten waren. Als Reaktion bedrohte der DTTB alle deutschen Teilnehmer mit einer Sperre, sofern ihr Verein nicht dem DTTB angehörte.
Zu dieser Zeit setzte sich der Vorsitzende Otto Schäplitz für eine Integration in den DTTB ein, fand hierfür aber keine Mehrheit. Die Kontroverse endete 1933 im Zuge der Gleichschaltung, in dessen Folge das Gebiet des WTTV in die drei Gaue "9" = Westfalen, "10" = Niederrhein und "11" = Mittelrhein aufgeteilt wurde und diese Gaue dem DTTB angeschlossen wurden.
1936 führte der WTTV erstmals die Deutschen Meisterschaften durch (Gelsenkirchen).

### Nachkriegszeit
Der Neuanfang nach dem Zweiten Weltkrieg erfolgte mit der Gründung des Tischtennis-Landesverband Nordrhein-Westfalen (TTLVNR) am 9. August 1947 in Bochum. Erster Vorsitzender wurde Dr. Oscar Witscher († 1949), sein Nachfolger war Karlheinz Simon (bis 1951). Dieser Verband nannte sich am 9. Juli 1950 in Essen um in Westdeutscher Tischtennis-Verband. 1950 wurde auch die Struktur des Verbandes festgelegt: 11 Bezirke und 50 Kreise. Am 9. April 1952 erfolgte der Eintrag ins Vereinsregister des Amtsgerichts Essen (Nr. VR 909).
Von September 1990 bis Ende 2013 erschien die Zeitschrift Tischtennis West.

### Erneute Kontroversen mit dem DTTB in der Nachkriegszeit
1949 gab der Vorstand des TTLVNR bekannt, dass er die Gründung des DTTB im Juli 1949 nicht anerkenne, weil solche Sportbünde von der alliierten Kontrollkommission verboten seien und weil die Landesverbandsvorsitzenden nicht berechtigt seien, eine nationale Sportbehörde zu gründen. Vielmehr sollte die Gründung durch gewählte Delegierte der einzelnen Landesverbände erfolgen.
Erneut entbrannte ein Streit mit dem DTTB. Noch in der Amtszeit Carl Adloffs agierte der damalige Sportwart Josef Flormann gegen den DTTB. Sein Motto: „Die Politik des WTTV ist der Kampf gegen den Bund.“ Dies trug mit zur Ablösung Carl Adloffs bei, der dieses Motto ablehnte. In der Amtszeit des Vorsitzenden Max Gerdes schwelte der Streit mit dem DTTB weiter. Es ging um die Preisgestaltung von Tischtennisbällen seitens des DTTB sowie um die Finanzierung der Zeitschrift Deutscher Tischtennis-Sport, die seit 1950 vom WTTV herausgegeben wurde. Zudem integrierte der WTTV-Geschäftsführer Alfred Berg im Januar 1953 gegen den DTTB-Präsidenten Karl-Heinz Eckardt. Daraufhin forderte der DTTB, der WTTV solle Alfred Berg von seinen Aufgaben entbinden. Dies wiederum lehnte der WTTV ab. Der Streit eskalierte derart, dass der DTTB den WTTV vom 26. Mai bis 10. Juli 1953 vom Sportbetrieb ausschloss. Auf einer Sitzung in Duisburg am 20. Juni 1953 vereinbarten beide Seiten, in Zukunft vernünftig zusammenzuarbeiten, der Ausschluss des WTTV wurde zum Termin 10. Juli aufgehoben.
1955 entbrannte ein weiterer Konflikt. Einige westdeutsche Vereine bestritten Wettkämpfe gegen ausländische Clubs, ohne die erforderliche Genehmigung durch den DTTB. Wegen dieses Verstoßes gegen die "Bestimmungen für den Auslandsspielverkehr" verhängte der DTTB im Januar 1955 eine Sperre über den WTTV für sämtlichen internationalen Spielverkehr im In- und Ausland. Diese Sperre hob der DTTB im Mai 1955 auf.
1958 kam es wieder zu Differenzen im Zusammenhang mit der Deutschen Mannschaftsmeisterschaft der Damen. Monika Wiskandt war aus der damaligen DDR in den Westen gekommen und schloss sich dem Verein Barmer TTC Blau-Weiß-Gold an. Laut Wettspielordnung des WTTV war sie für die Meisterschaft spielberechtigt, im Gegensatz zur Wettspielordnung des DTTB. Auf Antrag des WTTV erlaubte der DTTB-Sportausschuß als höchste Instanz die Teilnahme. 1965 wurde dem damaligen Vorsitzenden Karl-Heinz Kottkamp, zugleich Vizepräsident im DTTB, vorgeworfen, "nicht konsequent genug" gegen den DTTB-Präsidenten Kurt Entholt vorgegangen zu sein. Dies führte zu seiner Ablösung, Herbert Glodde wurde sein Nachfolger.

## Vorsitzende
| Zeitraum  | 1. Vorsitzender                                                     |
| --------- | ------------------------------------------------------------------- |
| 1947–1949 | Dr. Oscar Witscher (Marl-Hüls, † 1949)                              |
| 1949–1951 | Karlheinz Simon (Bonn); (* 1913, † 2007); ab 1951 Ehrenvorsitzender |
| 1951–1952 | Carl Adloff (Düsseldorf)                                            |
| 1952–1956 | Max Gerdes († 1959) (Bochum)                                        |
| 1956–1965 | Karl-Heinz Kottkamp (* 1920, † 1993)                                |
| 1965–1968 | Herbert Glodde († 2018)                                             |
| 1968–1993 | Josef Kück (* 1929, † 2005); ab 1993 Ehrenvorsitzender              |
| 1993–2003 | Bruno Dünchheim; (* 1953, † 2010); ab 2003 Ehrenvorsitzender        |
| 2003–2025 | Helmut Joosten                                                      |
| seit 2025 | Helmut Diegel                                                       |

Quelle: WTTV – Vorstände und Ausschüsse seit 1947

## Westdeutsche Meisterschaften
Für die Westdeutschen Meisterschaften wurde 1995 erstmals ein Preisgeld zur Verfügung gestellt. Eine Versicherung sponserte die Veranstaltung mit 8.000 DM.
| Jahr    | Ort              | Herren                 | Damen                    |
| ------- | ---------------- | ---------------------- | ------------------------ |
| 1933/34 | Wuppertal-Barmen | Erich Deisler          | Hilde Bussmann           |
| 1947/48 | Schwerte         | Helmuth Hoffmann       | Berti Capellmann         |
| 1948/49 | Duisburg         | Dieter Mauritz         | Berti Capellmann         |
| 1949/50 | Hagen            | Helmuth Hoffmann       | Hilde Bussmann           |
| 1950/51 | Herdecke         | Horst Ilberg           | Erika Weskott            |
| 1951/52 | Neuhaus          | Bernie Vossebein       | Berti Capellmann         |
| 1952/53 | Hennef           | Kurt Braun             | Gertrud Stockbrügger     |
| 1953/54 | Hagen            | Kurt Braun             | Hanne Schweinsmann       |
| 1954/55 | Duisburg         | Kurt Braun             | Hilde Kraska             |
| 1955/56 | Duisburg         | Reinhard Schöler       | Marlene Clasen           |
| 1956/57 | Dortmund         | Horst Terbeck          | Gerda Schlerth           |
| 1957/58 | Dortmund         | Bernie Vossebein       | Helene Klonisch          |
| 1958/59 | Dortmund         | Josef Wenninghoff      | Helene Klonisch          |
| 1959/60 | Dortmund         | Klemens Tietmeyer      | Gudrun Müller            |
| 1960/61 | Dortmund         | Horst Terbeck          | Gudrun Müller            |
| 1961/62 | Wuppertal        | Eberhard Schöler       | Gudrun Müller            |
| 1962/63 | Wuppertal        | Eberhard Schöler       | Rosemarie Gomolla        |
| 1963/64 | Neuss            | Dieter Forster         | Rosemarie Seidel-Gomolla |
| 1964/65 | Münster          | Walter Dahlmann        | Rosemarie Seidel-Gomolla |
| 1965/66 | Opladen          | Eberhard Schöler       | Agnes Simon              |
| 1966/67 | Wuppertal        | Eberhard Schöler       | Agnes Simon              |
| 1967/68 | Oberhausen       | Eberhard Schöler       | Agnes Simon              |
| 1968/69 | Hamm             | Eberhard Schöler       | Agnes Simon              |
| 1969/70 | Lünen            | Karl-Heinz Scholl      | Diane Schöler            |
| 1970/71 | Essen            | Eberhard Schöler       | Agnes Simon              |
| 1971/72 | Herne            | Wilfried Lieck         | Agnes Simon              |
| 1972/73 | Minden           | Wilfried Lieck         | Agnes Simon              |
| 1973/74 | Krefeld          | Eberhard Schöler       | Agnes Simon              |
| 1974/75 | Mülheim          | Eberhard Schöler       | Agnes Simon              |
| 1975/76 | Königswinter     | Wilfried Lieck         | Monika Kneip             |
| 1976/77 | Hamm             | Wilfried Lieck         | Ursula Hirschmüller      |
| 1977/78 | Duisburg         | Engelbert Hüging       | Ursula Hirschmüller      |
| 1978/79 | Krefeld          | Wilfried Lieck         | Ursula Hirschmüller      |
| 1979/80 | Niederpleis      | Wilfried Lieck         | Monika Kneip-Stumpe      |
| 1980/81 | Herne            | Ralf Wosik             | Ursula Kamizuru          |
| 1981/82 | Lübbecke         | Ralf Wosik             | Wiebke Hendriksen        |
| 1982/83 | Hagen            | Engelbert Hüging       | Agnes Simon              |
| 1983/84 | Moers            | Wilfried Lieck         | Gaby Sippel              |
| 1984/85 | Wanne-Eickel     | Wilfried Lieck         | Nicole Dekein            |
| 1985/86 | Aachen           | Ralf Wosik             | Katja Nolten             |
| 1986/87 | Duisburg         | Jörg Roßkopf           | Katja Nolten             |
| 1987/88 | Straelen         | Ralf Wosik             | Jin-Sook Cords           |
| 1988/89 | Solingen         | Steffen Fetzner        | Ilka Böhning             |
| 1989/90 | Essen            | Andreas Fejer-Konnerth | Katja Nolten             |
| 1990/91 | Bochum           | Ralf Dooley            | Andrea Lieder            |
| 1991/92 | Münster          | Vladislav Broda        | Cornelia Faltermaier     |
| 1992/93 | Bonn             | Vladislav Broda        | Cornelia Faltermaier     |
| 1993/94 | Ibbenbüren       | Christian Dreher       | Elke Schall              |
| 1994/95 | Gladbeck         | Christian Dreher       | Nicole Struse            |
| 1995/96 | Krefeld          | Torben Wosik           | Elke Schall              |
| 1996/97 | Leverkusen       | Zoltan Fejer-Konnerth  | Jing Tian-Zörner         |
| 1997/98 | Münster          | Jochen Lang            | Ilka Böhning             |
| 1998/99 | Essen            | Vladislav Broda        | Jessica Göbel            |
| 1999/00 | Lippstadt        | Lars Hielscher         | Alexandra Scheld         |
| 2000/01 | Burgsteinfurt    | Bastian Steger         | Nadine Bollmeier         |
| 2001/02 | Siegen           | Lars Hielscher         | Alexandra Scheld         |
| 2002/03 | Altena           | Bastian Steger         | Kristin Silbereisen      |
| 2003/04 | Hamm             | Lars Hielscher         | Alexandra Scheld         |
| 2004/05 | Herne            | Lars Hielscher         | Alexandra Scheld         |
| 2005/06 | Herne            | Steffen Mengel         | Alexandra Scheld         |
| 2006/07 | Herne            | Christian Süß          | Jessica Göbel            |
| 2007/08 | Herne            | Siawash Golshahi       | Guo Pengpeng             |
| 2008/09 | Herne            | Erik Bottroff          | Zhenqi Barthel           |
| 2009/10 | Erkelenz         | Robin Malessa          | Zhenqi Barthel           |
| 2010/11 | Brackwede        | Ricardo Walther        | Aimei Wang               |
| 2011/12 | Oberhausen       | Ricardo Walther        | Alexandra Scheld         |
| 2012/13 | Erkelenz         | Lars Hielscher         | Aimei Wang               |
| 2013/14 | Oberhausen       | Benedikt Duda          | Nadine Sillus            |
| 2014/15 | Brackwede        | Erik Bottroff          | Nadine Bollmeier         |
| 2015/16 | Erkelenz         | Yang Lei               | Nadine Bollmeier         |
| 2016/17 | Oberhausen       | Erik Bottroff          | Nina Mittelham           |
| 2017/18 | Ochtrup          | Erik Bottroff          | Qian Wan                 |
| 2018/19 | Ochtrup          | Gianluca Walther       | Anne Sewöster            |
| 2019/20 | Waltrop          | Dennis Klein           | Nadine Bollmeier         |
| 2021/22 | Essen            | Florian Bluhm          | Nadine Sillus            |
| 2022/23 | Waltrop          | Tobias Hippler         | Eireen Kalaitzidou       |
| 2023/24 | Rees             | André Bertelsmeier     | Katharina Michajlova     |

Quelle: WTTV – Ehrentafel

## Mitgliederentwicklung
| Jahr | Vereine | Mitglieder | Mannschaften |
| ---- | ------- | ---------- | ------------ |
| 1955 | 813     |            | 2.100        |
| 1960 | 921     | 27.260     |              |
| 1990 | 1.642   |            | 10.623       |
| 1992 | 1.632   |            | 10.458       |
| 1995 | 1.603   |            | 9.625        |
| 2000 | 1.418   | 113.000    |              |
| 2007 | 1.365   |            | 7.810        |